# My Mamma Said
A My Mamma Said a dán-norvég Aqua együttes 2. kimásolt kislemeze a Greatest Hits című válogatáslemezükről. A dalt  Søren Rasted és Lene Nystrøm írták.

## A dal összetétele
A "My Mamma Said" érzelmekkel és megfontolásokkal foglalkozik a narrátor anyjának halálával kapcsolatban. A dalban az uralkodó hangszerek a zongora, és a cselló. Az énekesnő részét anyja félelmei és reflexiói képezik, míg René Dif anyja halálát filozófiai és tudományos szempontjából közelíti meg.

## Sikerek
A dal a 11. helyen állt az erőteljes digitális eladások végett 2009. június 26-án. A következő héten a 38. helyig jutott, majd a 23. helyezett lett végül. A dal végül a dán listán a 4. helyig jutott. Az eladások alapján az IFPI arany helyezéssel díjazta az együttest a 7500 példányszámú eladások miatt.

## Slágerlista és Minősítések
| Slágerlista(2009)                     | Legjobb helyezés |
| ------------------------------------- | ---------------- |
| Dánia (Tracklisten)                   | 4                |
| Dánia Airplay (Tracklisten)           | 10               |
| Dánia Digital Songs (Billboard)       | 3                |
| Dánia Denmark Streaming (Tracklisten) | 4                |

| Slágerlista(2009)   | Helyezés |
| ------------------- | -------- |
| Dánia (Tracklisten) | 50       |

### Minősítések
| Ország               | Minősítés | Eladások |
| -------------------- | --------- | -------- |
| Dánia (IFPI Denmark) | platina   | 15.000   |